# Nokaut
Pour plus de détails, voir Fiche technique et Distribution.
Nokaut (italien : Donne sopra, femmine sotto) est un film d'aventures italo-yougoslave réalisé par Boro Drašković et sorti en 1971.

## Synopsis
Marco Zoltan est un jeune Yougoslave qui vit d'expédients. Lors d'un séjour à New York, il rencontre Barbara, une femme très riche. Déterminé par pur intérêt à l'épouser, il emprunte de l'argent à ses maîtresses et invite l'Américaine à Raguse où il tente de lui faire croire qu'il est lui aussi très riche et qu'il a réussi. Pour continuer la supercherie, il cède au chantage du Danois et de Laslo, deux dangereux trafiquants de drogue à qui il dérobe une cargaison de stupéfiants. Mais Barbara, qui a compris la supercherie, l'abandonne. Marco sollicite alors l'aide de Majka, une séduisante hôtesse. Mais la jeune fille est l'espionne des deux bandits qui, à l'aide d'un piège, le conduisent jusqu'à eux, bien décidés à l'abattre pour le punir de sa trahison.

## Fiche technique
- Titre original serbo-croate : Nokaut[1]
- Titre italien : Donne sopra, femmine sotto[2]
- Réalisation : Boro Drašković
- Scénario : Zuko Džumhur (sh), Luka Pavlović
- Photographie : Sergio Pallottini, Tomislav Pinter (hr)
- Montage : Marko Babac, Alberto Gallitti, Vuksan Lukovac
- Musique : Franco Bixio
- Décors : Franjo Likar, Zvonko Suler
- Société de production : Bosna film (sh), Roberto Cinematografica
- Pays de production :  Yougoslavie
- Langue originale : serbo-croate
- Format : Couleurs par Technicolor - 1,85:1 - Son mono - 35 mm
- Durée : 91 minutes
- Genre : Drame
- Dates de sortie :
  - Yougoslavie : 9 juillet 1971
  - Italie : 30 décembre 1972

## Distribution
- Milan Galović : Marko
- Barbara Bouchet : Barbara
- Margaret Lee : Olga
- Milivoje Živanović (sh) : Otac
- Ljiljana Krstić (sh) : Majka
- Milja Vujanović (sh)
- Michael Sullivan : le touriste américain